# Ho-Pin Tung

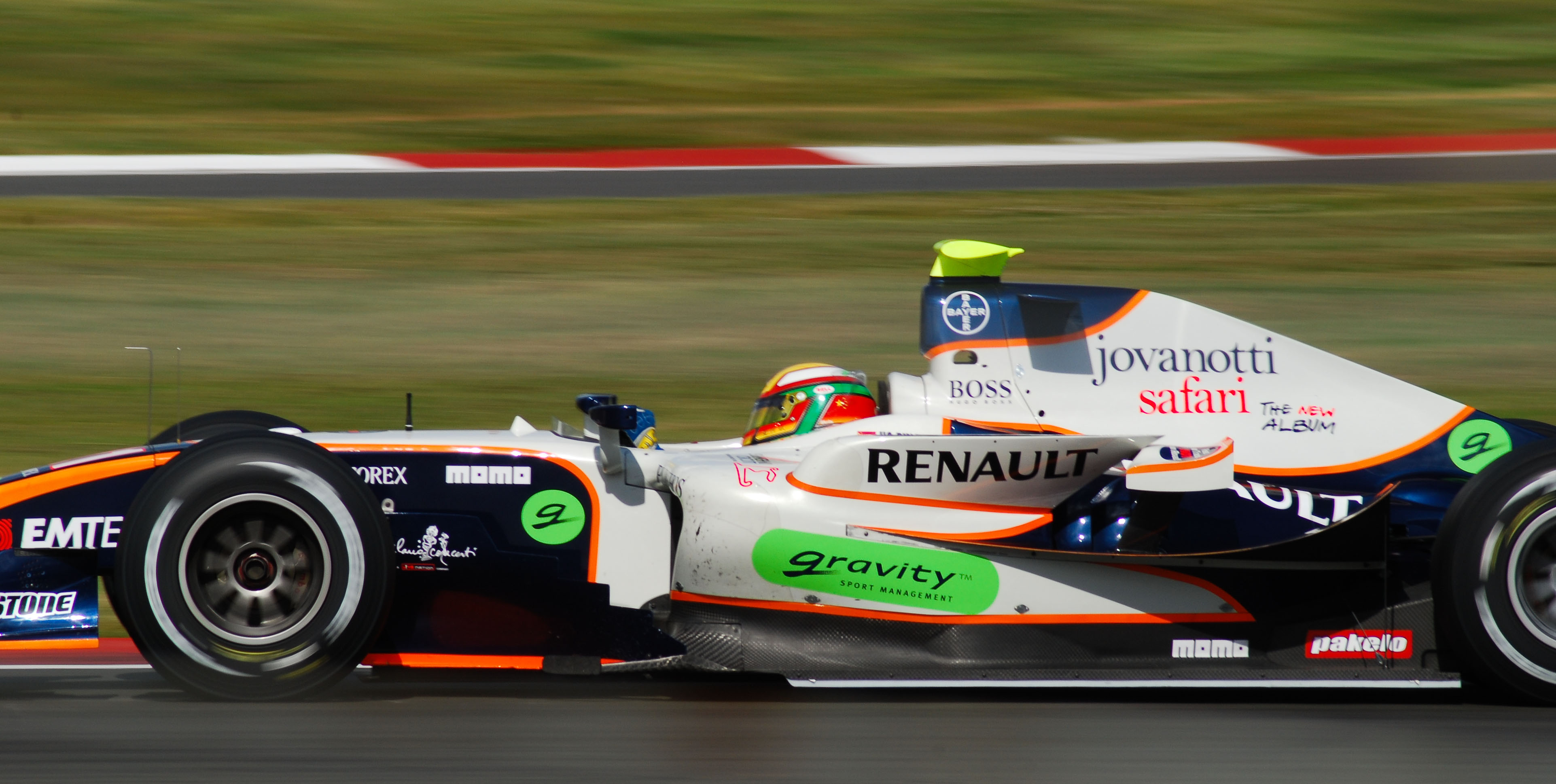
Ho Pin Tung in actie, 2008

Ho-Pin Tung (Velp, 4 december 1982) is een autocoureur met zowel de Nederlandse als de Chinese nationaliteit. Hij neemt onder Chinese vlag deel aan autoraces. In het seizoen 2006 was hij actief in het Duitse Formule 3 kampioenschap, de Recaro Formel 3 Cup. Uitkomend voor het Belgische team JB Motorsport wist hij het kampioenschap op zijn naam te schrijven met negen overwinningen.
Ho Pin Tung is geboren in Nederland, in Velp. Tung studeerde in Rotterdam en was lid bij HPH Claymore. Omdat hij een Chinees-Zhejiangnese achtergrond heeft, rijdt hij ook onder een Chinese licentie.
In 2006 werkte hij als vaste gast bij het televisieprogramma SBS Autosport, alwaar hij voor elke Grand Prix de kijkers meenam tijdens een rondje over het circuit waar dat weekend gereden werd. Hij deed dit in een door Toyota gesponsorde racesimulator.
In het winterseizoen 2006-2007 mocht Tung een aantal races voor team China in de A1GP rijden. Duidelijk was er een stijgende lijn te zien voor Team China, waarbij Tung meteen het beste resultaat voor Team China ooit behaalde, met een derde plek na een inhaalactie op Jeroen Bleekemolen.
Eind 2007 mocht Tung, op uitnodiging van BMW, demonstraties geven in het BMW Pitlane Park tijdens het Formule 1 weekend in Shanghai.
Tung is analist voor Viaplay en van nu.nl, voor die laatste is hij ook te horen in de podcast  De Boordradio. 
Bij de F1 GP van China 2024 deed Tung de post-quali interviews. 

## GP2
Tung reed de seizoenen 2007 en 2008 in de GP2 Series. In 2008 kwam reed hij bij het Trident Racing team, samen met teamgenoot Mike Conway. Zijn beste resultaat in twee seizoenen was een tweede plaats, behaald in 2008 in Monaco.
In 2010 rijdt Tung bij het team van DAMS.

## A1GP

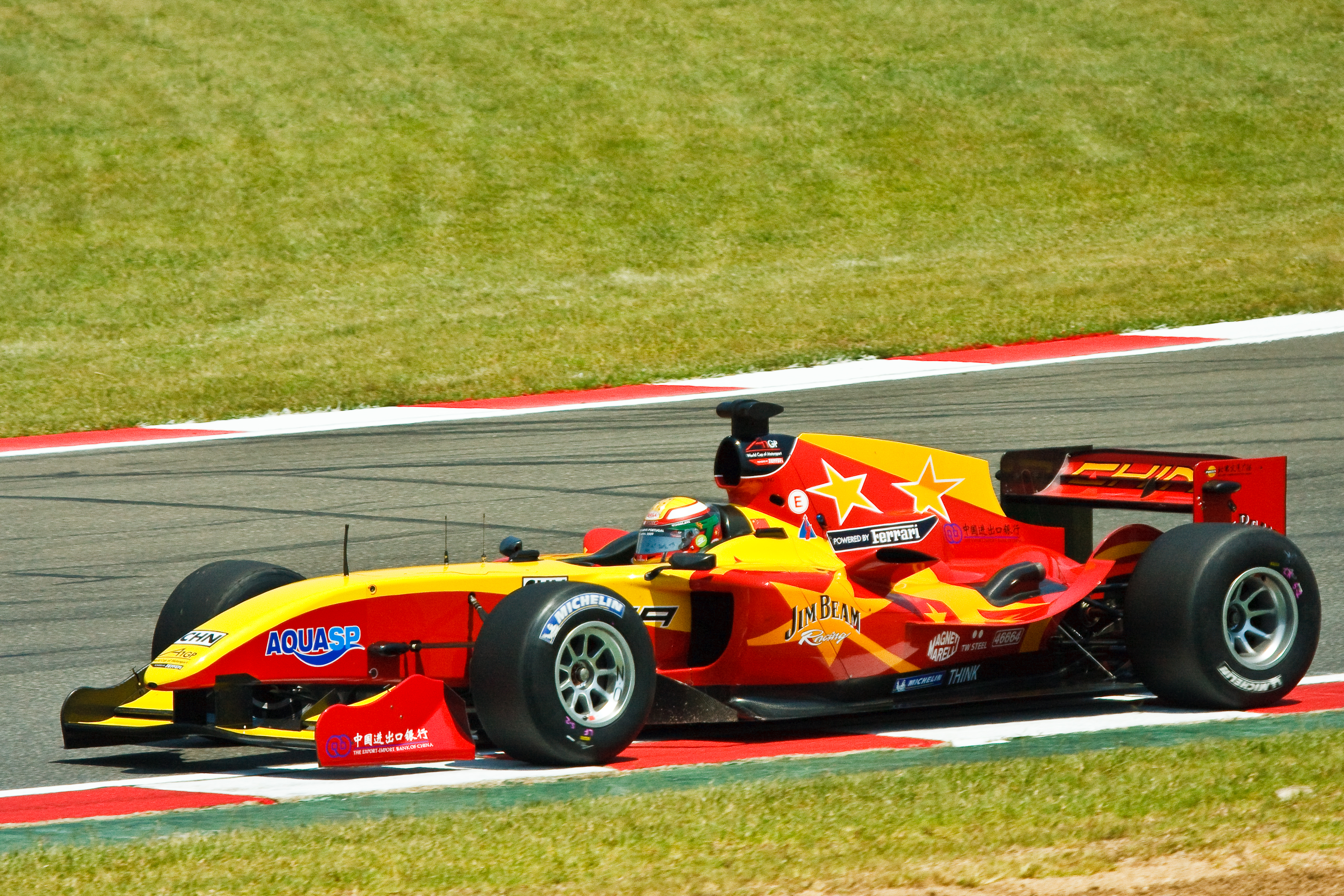
Tung in actie voor A1 Team China, 2009

Tung reed eerste coureur voor A1 Grand Prix Team China. In het seizoen 2006/2007 heeft hij ook al tien races in de wagen van China gezeten. Op dit moment heeft Tung in de zestien wedstrijden die hij voor China heeft gereden 22 punten verzameld met, zoals hierboven al vermeld, het hoogtepunt, de derde plaats in Australië.

## Formule 1
Tung is de eerste Chinees die ooit in een Formule 1 auto heeft gereden, namelijk tijdens een test in een Williams in december 2003.
In 2009 mocht hij opnieuw een Formule 1 wagen testen, ditmaal bij het Renault F1 team. In 2010 was Tung de derde rijder bij het Renault F1 Team. Tevens was hij onderdeel van de Renault Driver Development, het opleidingsprogramma van dat team.

## Indy 500
In 2011 zou Ho-Pin Tung mee gaan doen aan de Indy 500 voor Schmidt Dragon Motorsports. Tijdens de vierde ronde van zijn kwalificatie run brak de auto uit en belandde hij na bocht 1 in de betonmuur. Na een bezoek aan het medisch centrum was het Indy 500 avontuur achter de rug. Zijn team had geen reservewagen klaar, dus was het gedaan met zijn ambitie om dat jaar aan de Indy 500 mee te doen.

## Porsche Carrera Cup Asia
In 2012 reed Ho-Pin Tung in de Porsche Carrera Cup Asia. Met het team Budweiser Team StarChase werd hij vijfde in het kampioenschap. 

## Formule E
In het seizoen 2014-2015 reed Tung in het elektrische kampioenschap Formule E. Hij komt uit voor het team China Racing met Nelson Piquet jr. als teamgenoot. Hij reed echter slechts drie races, waarin twee elfde plaatsen in Putrajaya en Buenos Aires zijn beste resultaten waren. In het seizoen 2018-2019 werd Tung test- en reservecoureur bij het team Panasonic Jaguar.

## Le Mans
Op 18 juni 2017 won het team van Jackie Chan DC Racing-Oreca met Ho Pin Tung (Tung/Laurent/Jarvis) de LMP2-klasse. In het overall klassement werd hij met zijn team tweede.